# Giulio Rossi (pittore)

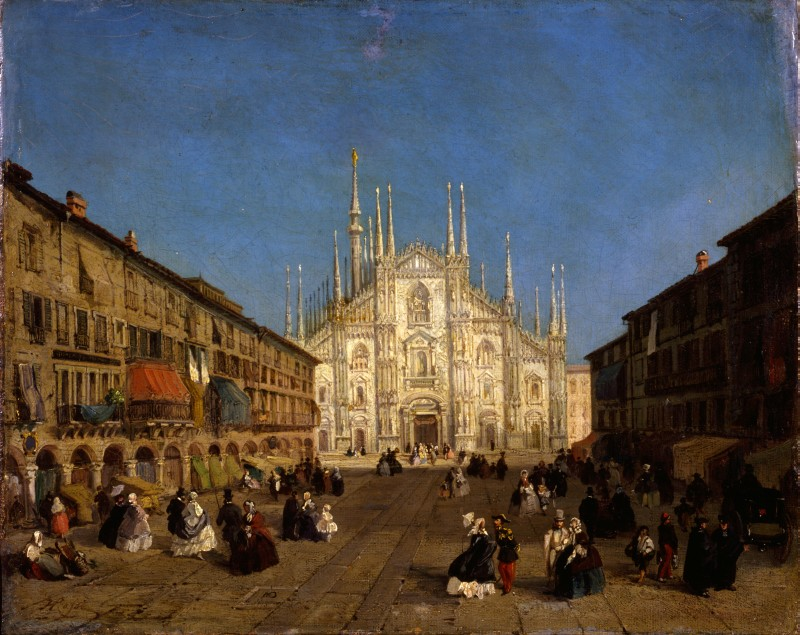
Veduta della piazza del Duomo di Milano, 1845-1850 (Fondazione Cariplo)

Giulio Rossi (Milano, 1823 – Milano, 1884) è stato un pittore e fotografo italiano.

## Biografia
Protagonista delle Cinque Giornate di Milano nel 1848, si dedica alla pittura e soprattutto alla fotografia specializzandosi - a partire dal decennio successivo - nel ritratto fotografico. Nel 1854 si ha notizia del suo primo studio in contrada dei Nobili (poi via dell'Unione) da dove si sposta nel 1866 per trasferirsi in via Bigli. Nel 1871 ottiene una medaglia d'argento all'Esposizione industriale italiana svoltasi nel Salone dei Giardini Pubblici di Milano. Abile sperimentatore delle tecniche fotografiche, nel 1865 acquisisce la privativa a titolo esclusivo per la città di Milano del "Sistema Crozat" (doppio fondo fotografico, colorito istantaneo e vernice preservativa); si afferma come ritrattista presso la società borghese ed aristocratica del tempo, ampliando la propria attività con due nuovi negozi in corso Vittorio Emanuele e succursali nelle città di Genova e Trieste.

## Ritratti fotografici

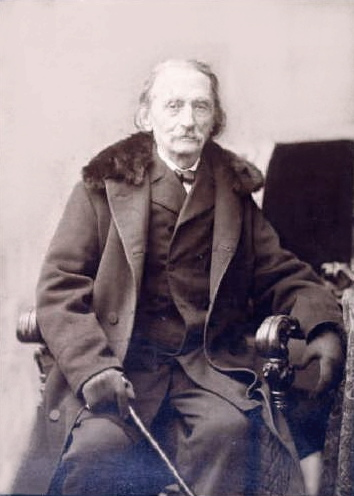
Cesare Cantù
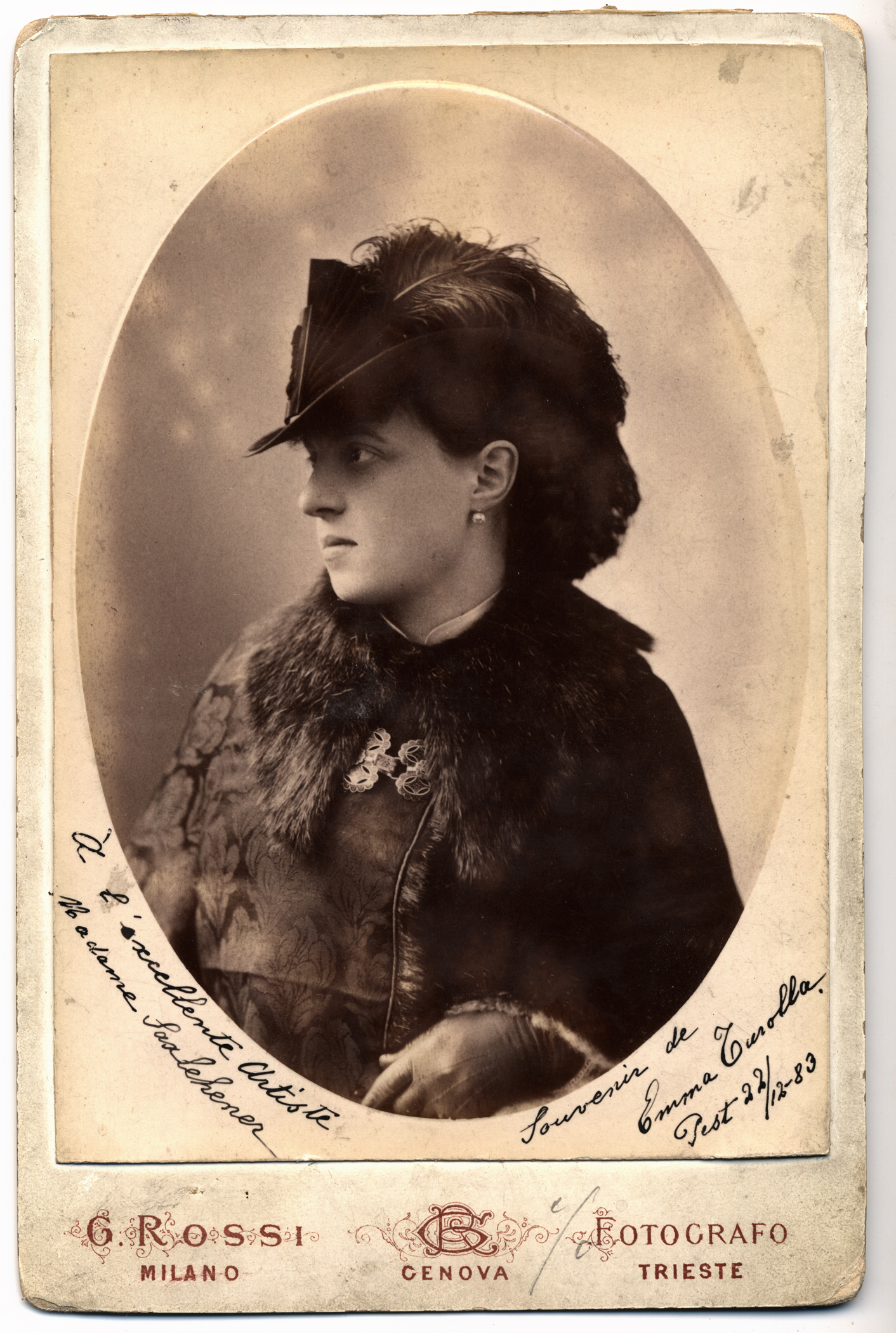
Emma Turolla
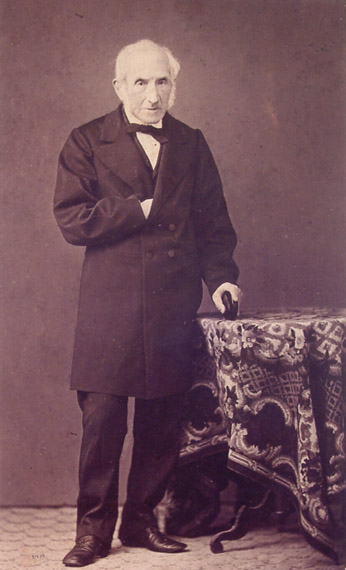
Alessandro Manzoni